# Elbair de Anzevácia
Elbair (em armênio/arménio: Եղբայր; romaniz.: Ełbayr) foi um nobre armênio (nacarar) do século V da família Anzevaci, ativo durante o reinado do xainxá Isdigerdes II (r. 438–457).

## Nome
Elbair (Եղբայր, Ełbayr), "irmão", derivou da palavra grega para irmão (αδελφός, adelphós), que por vezes é utilizada como nome próprio.

## Contexto

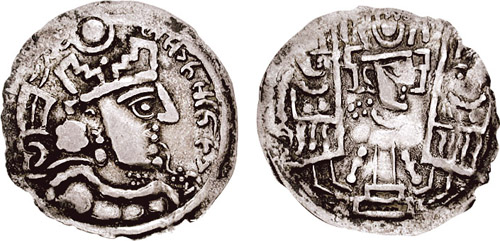
Dracma de r.

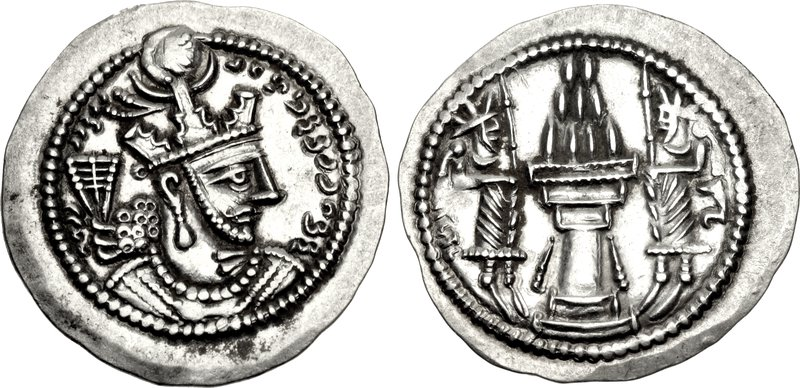
Dracma de r.

Em 428, os nacarares da Armênia peticionaram ao xainxá Vararanes V (r. 420–438) para que destronasse o rei Artaxias IV (r. 422–428) e abolisse a dinastia arsácida. Para governar o país, Vemir-Sapor foi nomeado como marzobã e Vaanes II foi designado à tenência real. Vemir-Sapor morreu em 442, após uma administração considerada justa e liberal, na qual conseguiu manter a ordem sem ferir o sentimento nacional de frente. Vasaces I substituiu-o como marzobã. Vararanes permitiu a manutenção do cristianismo, enquanto procurava acabar com a influência do Império Bizantino sobre a Igreja da Armênia ao anexá-la à Igreja do Oriente. Contudo, seu filho e sucessor, Isdigerdes II (r. 438–457), era um pietista masdeísta e se comprometeu a impor o masdeísmo na Armênia.

## Vida
A parentela de Elbair é desconhecida, exceto que pertencia à família Anzevaci e que serviu como bispo de Anzevácia, o domínio principesco dos Anzevacis. Segundo Lázaro de Farpe, esteve presente no Concílio de Artaxata convocado pelo católico José I, o marzobã Vasaces Siuni, o asparapetes Vardanes II e o vitaxa da Marca da Ibéria Axuxa II. A intenção do encontro, ocorrido em 450 segundo Nicholas Adontz, era responder ao edito enviado por Mir-Narses, em nome de Isdigerdes, que exigia que a nobreza armênia se convertesse ao zoroastrismo.